# بریدی ۷۶۹۱
سیارک ۷۶۹۱ (به انگلیسی: 7691 Brady، نامگذاری:3186T-3) هفت هزار و ششصد و نود و یکمین سیارک کشف شده‌است که در ۱۶ اکتبر ۱۹۷۷ کشف شد.
قدر مطلق سیارک برابر ۱۴٫۱۰ است.